# Atylopsis orthodactylus
Atylopsis orthodactylus is een vlokreeftensoort uit de familie van de Pleustidae. De wetenschappelijke naam van de soort is voor het eerst geldig gepubliceerd in 1974 door Thurston.